# Balogtamási
Balogtamási (szlovákul: Tomášovce) község Szlovákiában, a Besztercebányai kerületben, a Rimaszombati járásban.

## Fekvése
Rimaszombattól 13 km-re keletre, a Losonci-medence északi részén, a Balog-patak jobb partján fekszik.

## Története
Kialakulása a 12. század második felére tehető, írásos források csak a 15. század elején említik először. A középkorban vámszedőhely volt, lakossága a kezdetektől magyar. Magva már a várispánság idején kialakulhatott, teljes kialakulása az adománybirtokos Balog-nemzetség idejére tehető. A török hódoltság alatt lakosságszáma lecsökkent, csak 1652-ben érte el az 1551-es szintet (ekkor Wesselényi-birtok). Lakossága a 16. században református hitre tért. 1682-ben a lengyel-litván seregek felégették a falut. Ezt követően a kuruc-labanc harcok és az 1710-es pestisjárvány miatt lakosságának nagy része elmenekült, 1715-20-ban már csak 5 család élt itt. Lakossága csak az 1740-es pestisjárvány után tért vissza. Ekkoriban a Koháry (később Coburg) család birtoka.
A 18. század végén Vályi András így ír róla: „TAMÁSI. Magyar falu Gömör Várm. földes Ura Gr. Koháry Uraság, lakosai több félék, fekszik Dobóczhoz közel, mellynek filiája; határja jól termő, 2/8 részét a’ záporok járják, piatza Rimaszombatban."
A 19. század közepén Fényes Elek eképpen írja le: „Tamási, magyar falu, Gömör és Kis-Honth egyesült vmegyékben, Rimaszombathoz keletre 1 1/2 mfd. 5 kath. 340 ref. lak. Ref. szentegyház. F. u. h. Coburg."
1851-ben 350 református és 5 katolikus lakója volt.
Gömör-Kishont vármegye monográfiájában pedig ezt olvashatjuk róla: „Tamási, balogvölgyi magyar kisközség, 72 házzal és 282 ev. ref. vallású lakossal. 1423-ban e községet már a mai nevén mint vámhelyet említik. 1427-ben az Uza család a földesura. 1460-ban két Tamási nevű község merül föl mint Balogvár tartozéka. Később a Koháryak, majd ezek révén a Coburg herczegi család lett a birtokosa, mely ma is bírja. Református temploma 1820-ban épült. A község postája Felsőbátka, távírója és vasúti állomása Rimaszombat."
A trianoni diktátumig Gömör-Kishont vármegye Feledi járásához tartozott, ezután a csehszlovák állam része lett; mezőgazdasági jellegét ezután is megőrizte. 1938 és 1945 között újra Magyarországhoz tartozott.

## Népessége
| Év:            | 1994. | 2004.   | 2014.   | 2024.    |
| -------------- | ----- | ------- | ------- | -------- |
| Emberek száma: | 221   | 199     | 204     | 248      |
| Eltérés:       |       | -9,95 % | +2,51 % | +21,56 % |

| Év:            | 2023. | 2024.    |
| -------------- | ----- | -------- |
| Emberek száma: | 221   | 248      |
| Eltérés:       |       | +12,21 % |

1910-ben 298-an, túlnyomórészt magyarok lakták.
2001-ben 209 lakosából 155 magyar és 29 szlovák.

## Nevezetességek
- Református temploma 1820-ban épült klasszicista stílusban.

## Képtár

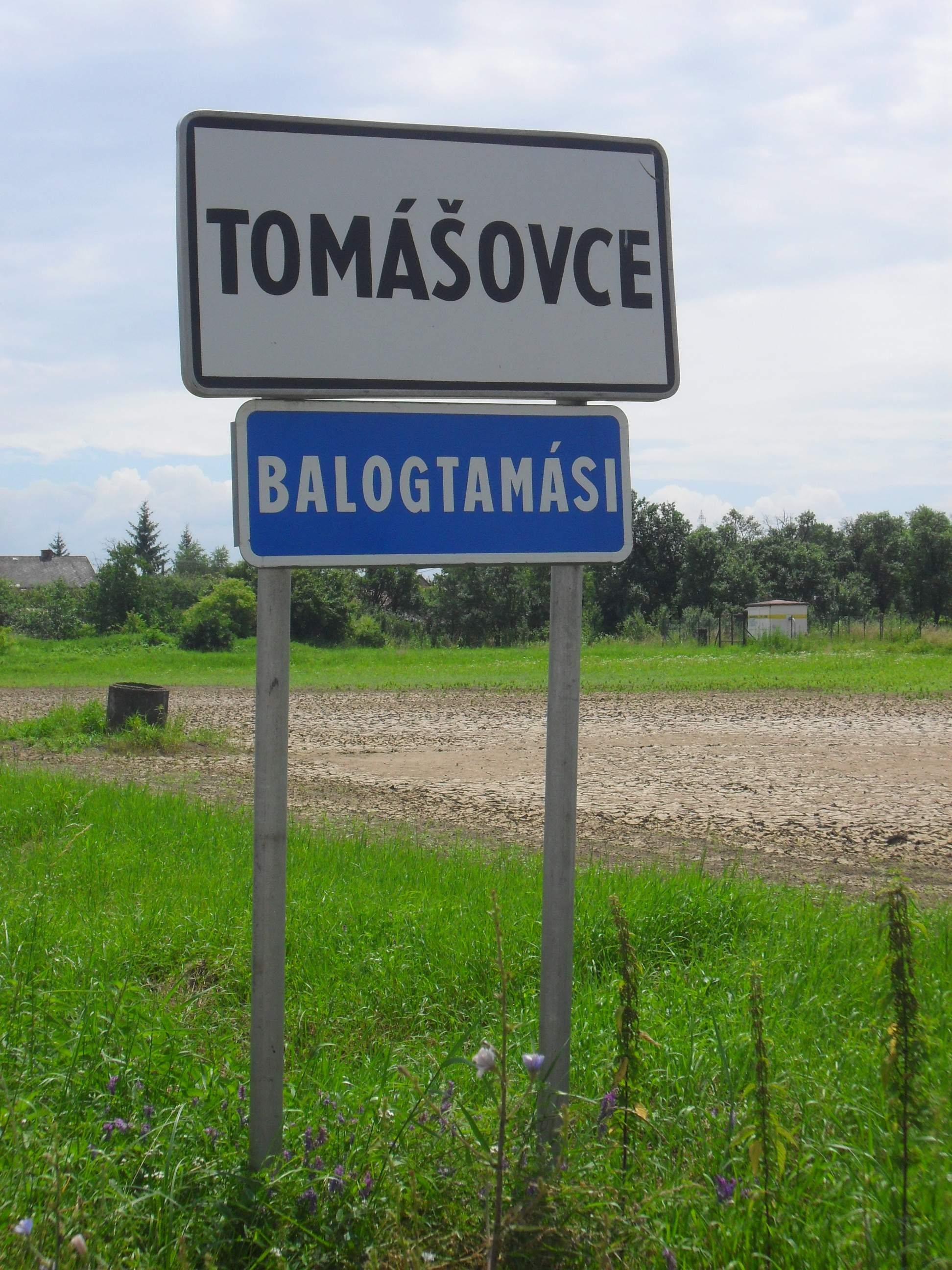
Kétnyelvű helységnévtábla
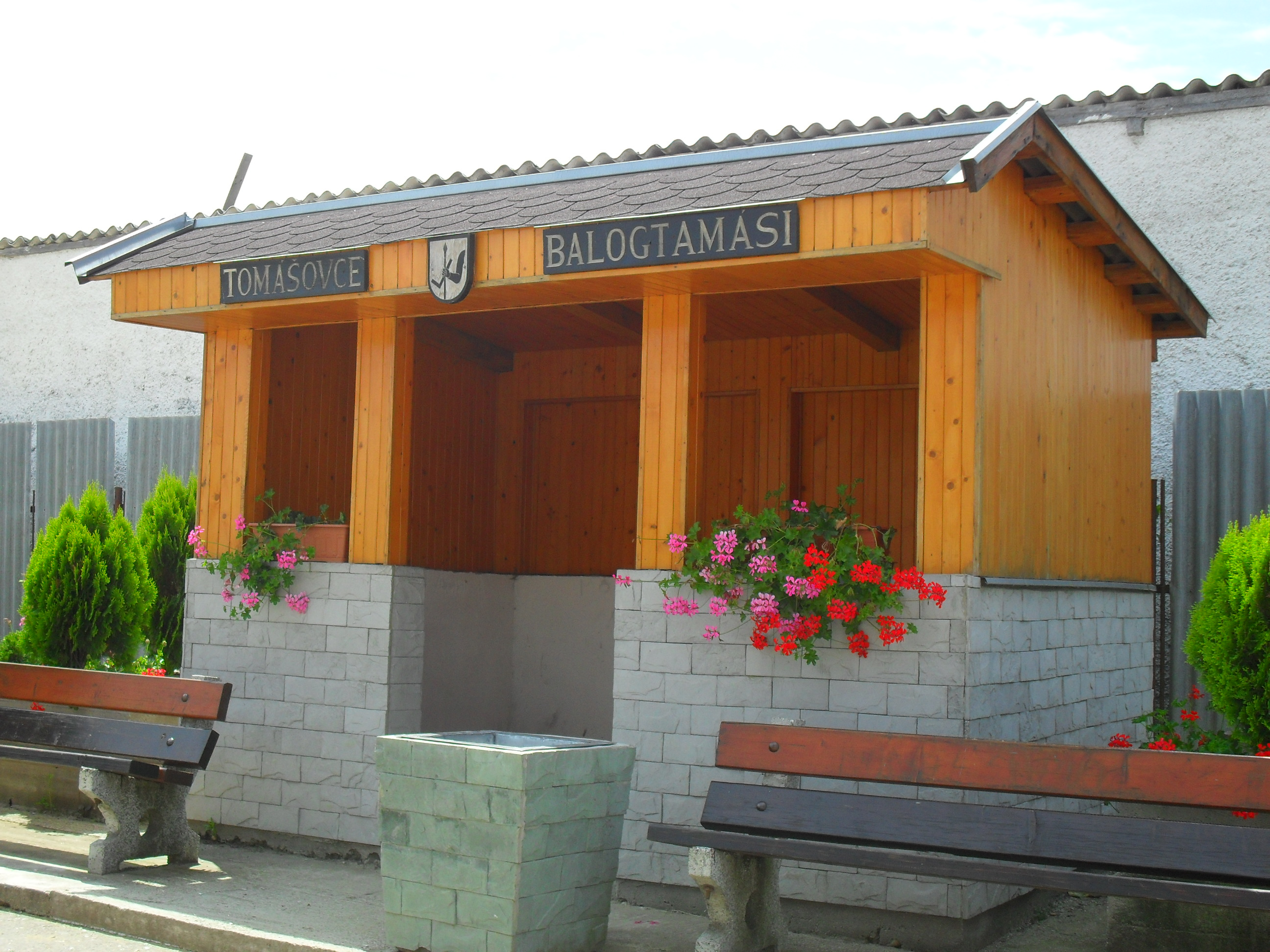
Buszmegálló
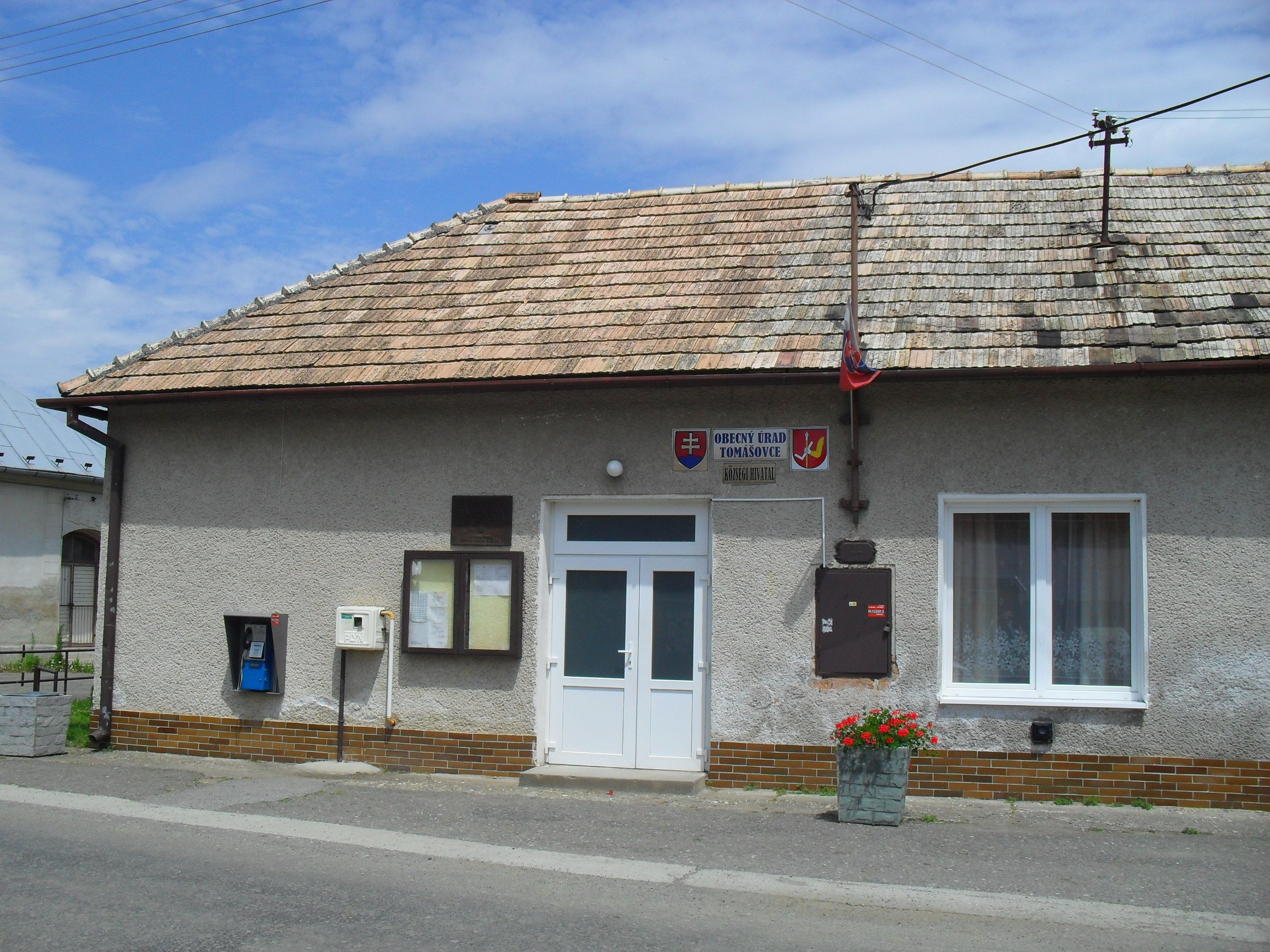
Községi hivatal
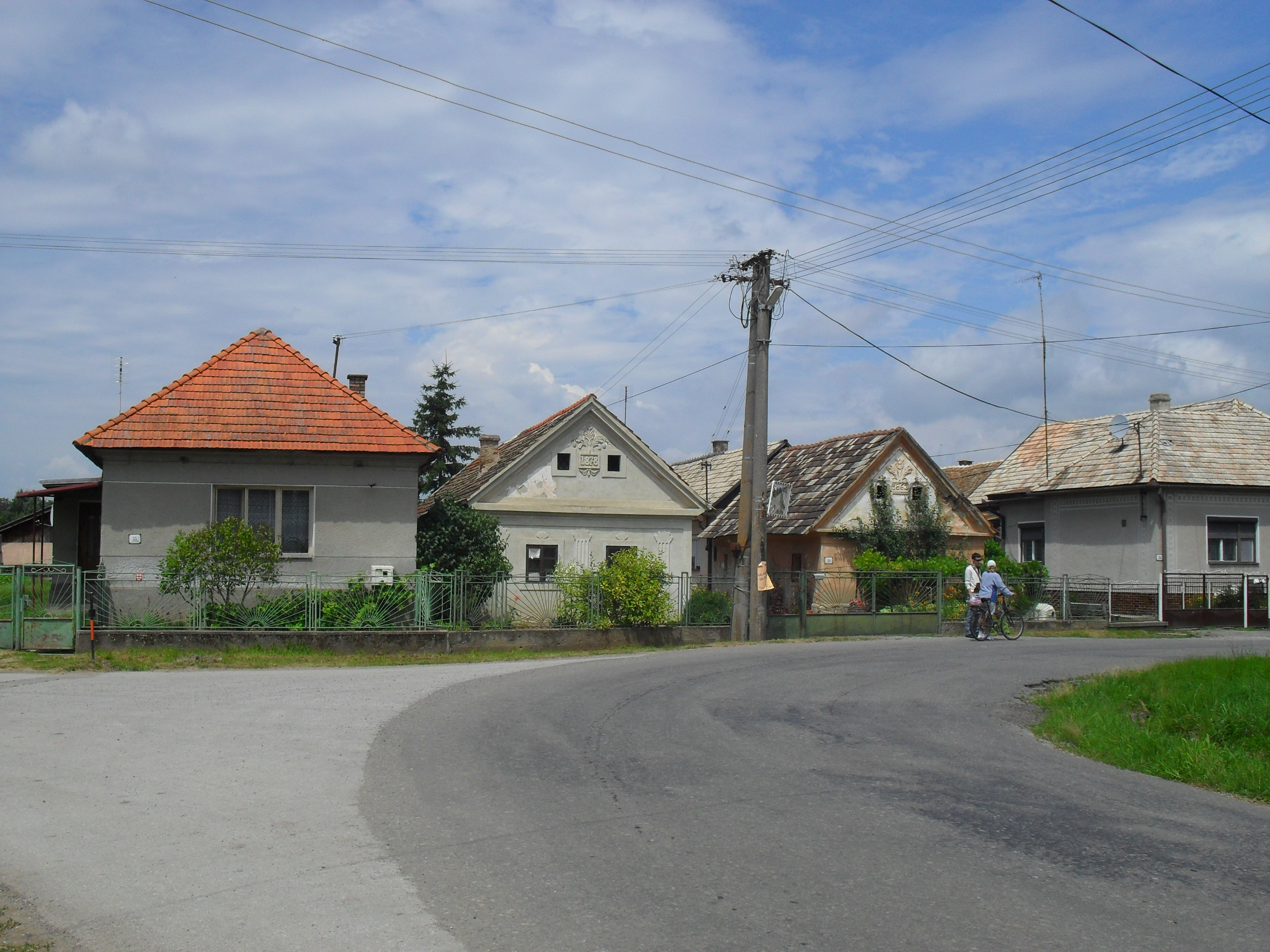
Utcakép
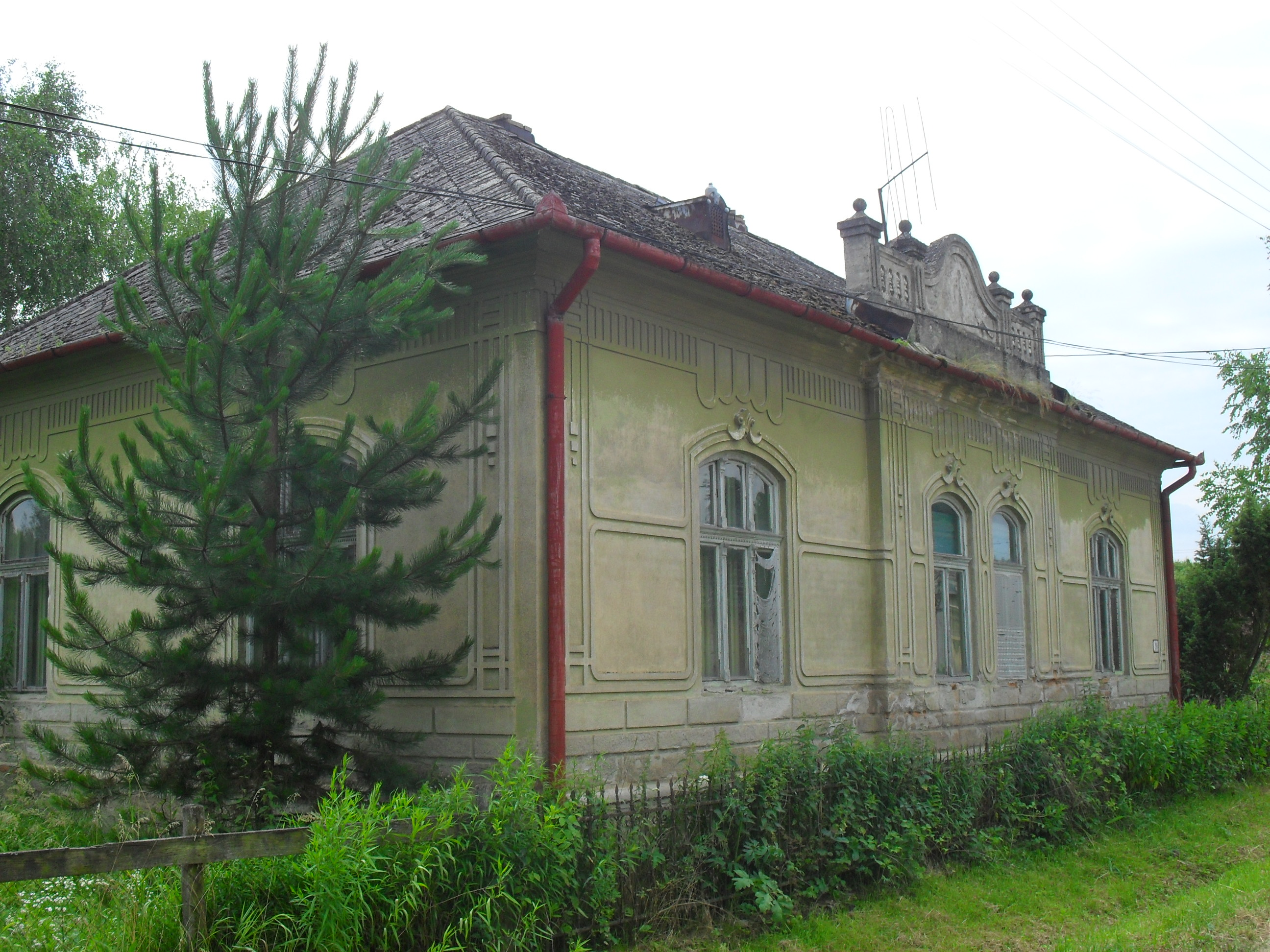
Régi ház a községben
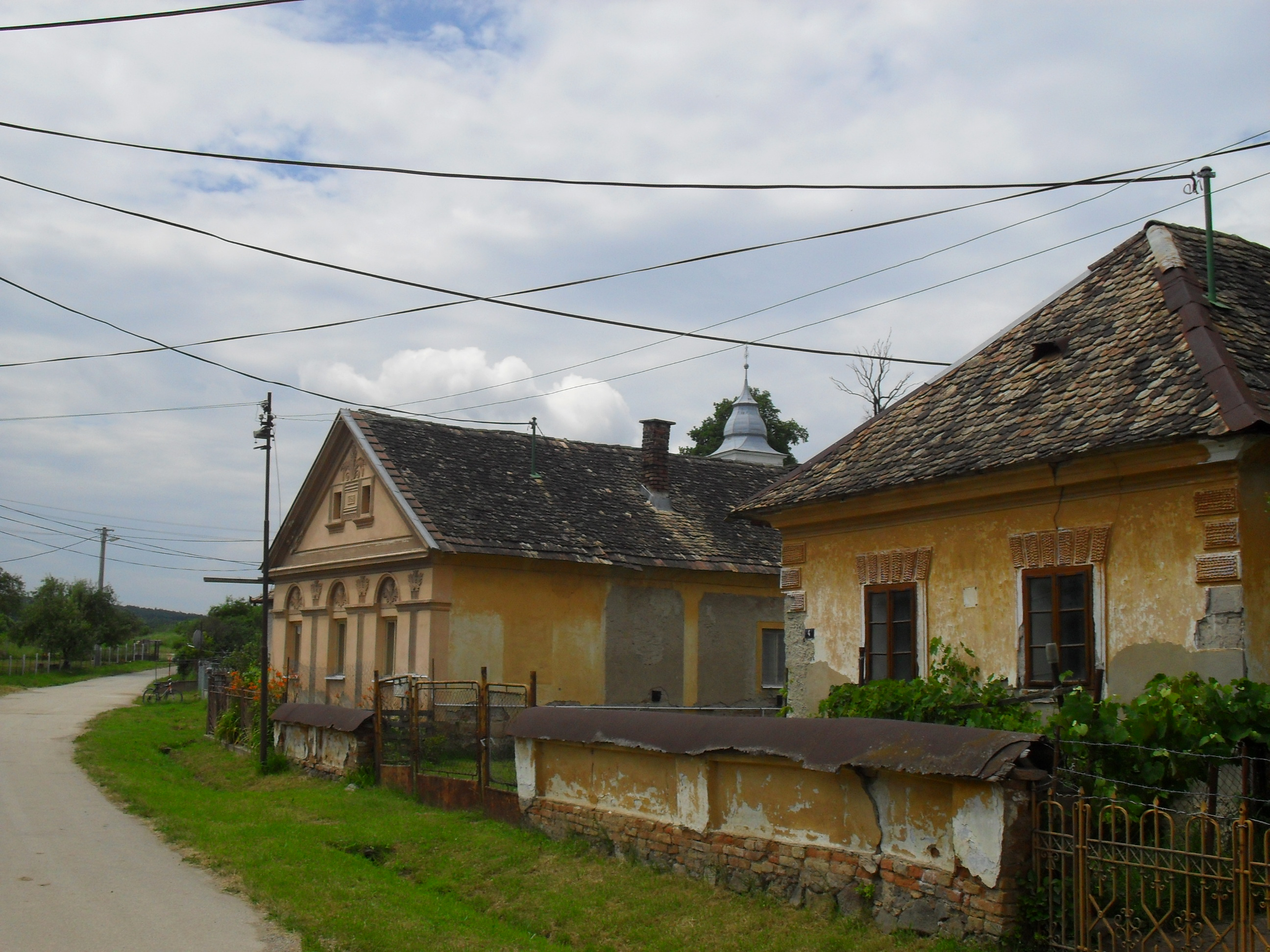
Utcakép
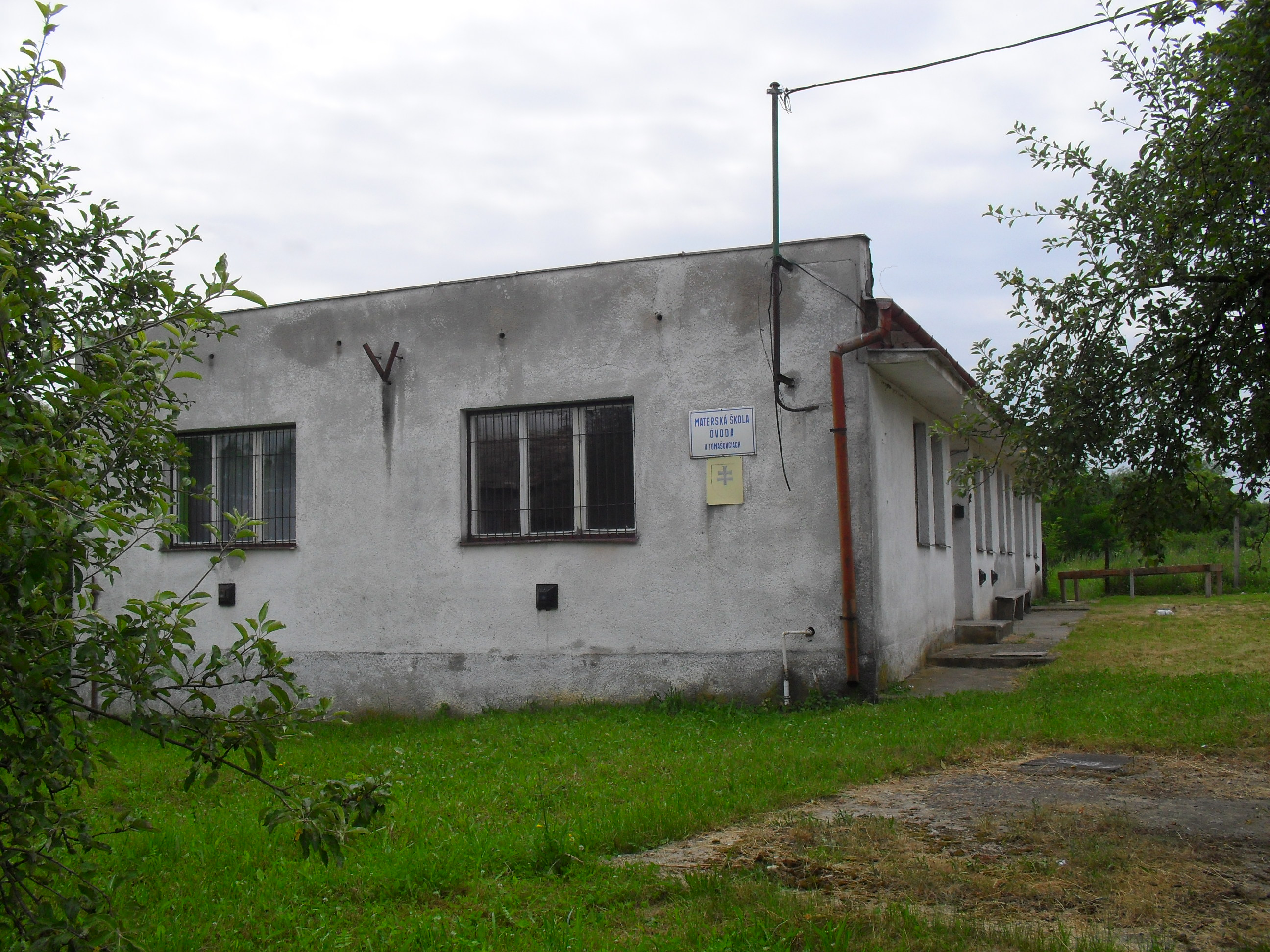
Óvoda
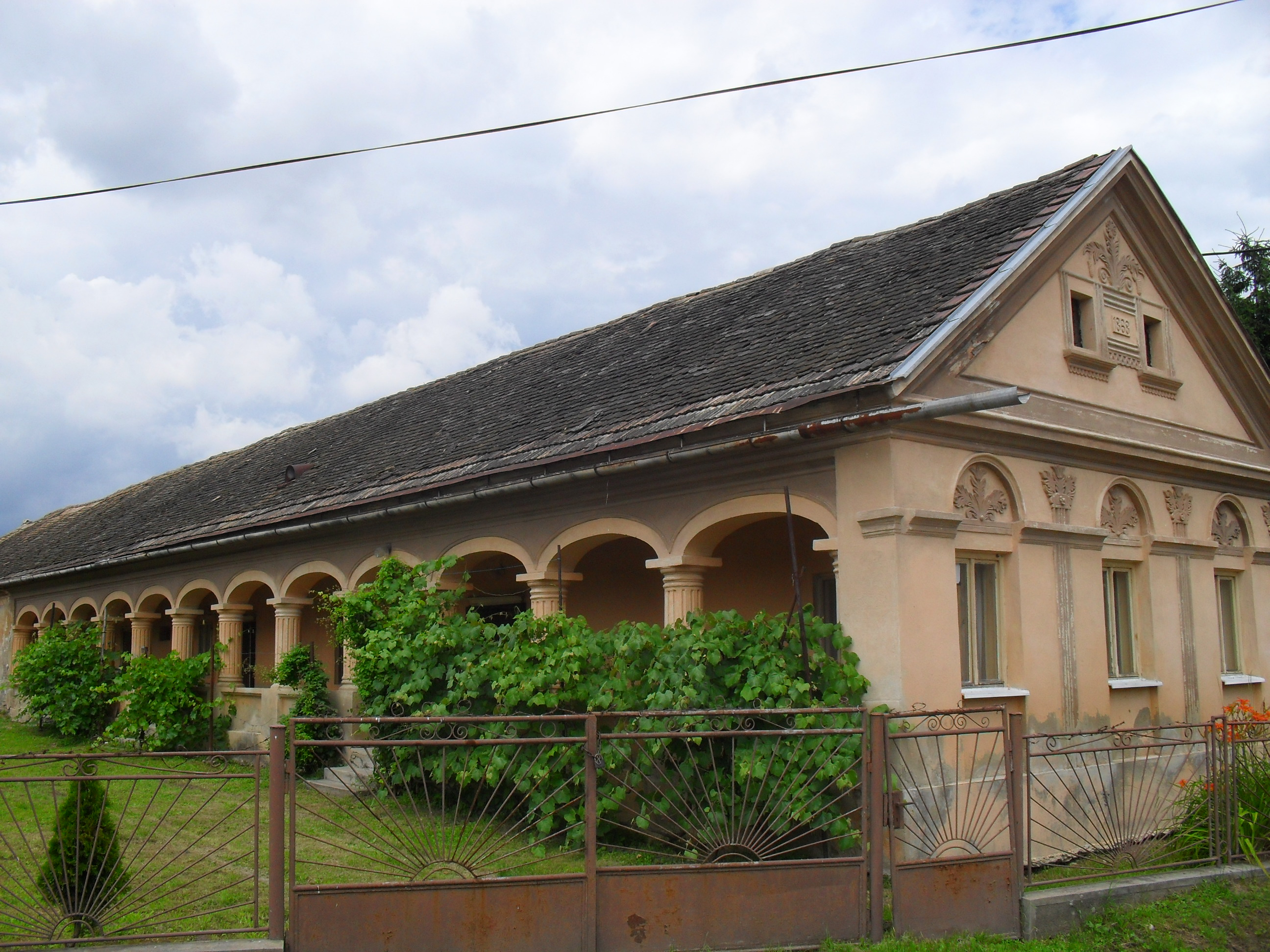
Régi ház

### Református templom

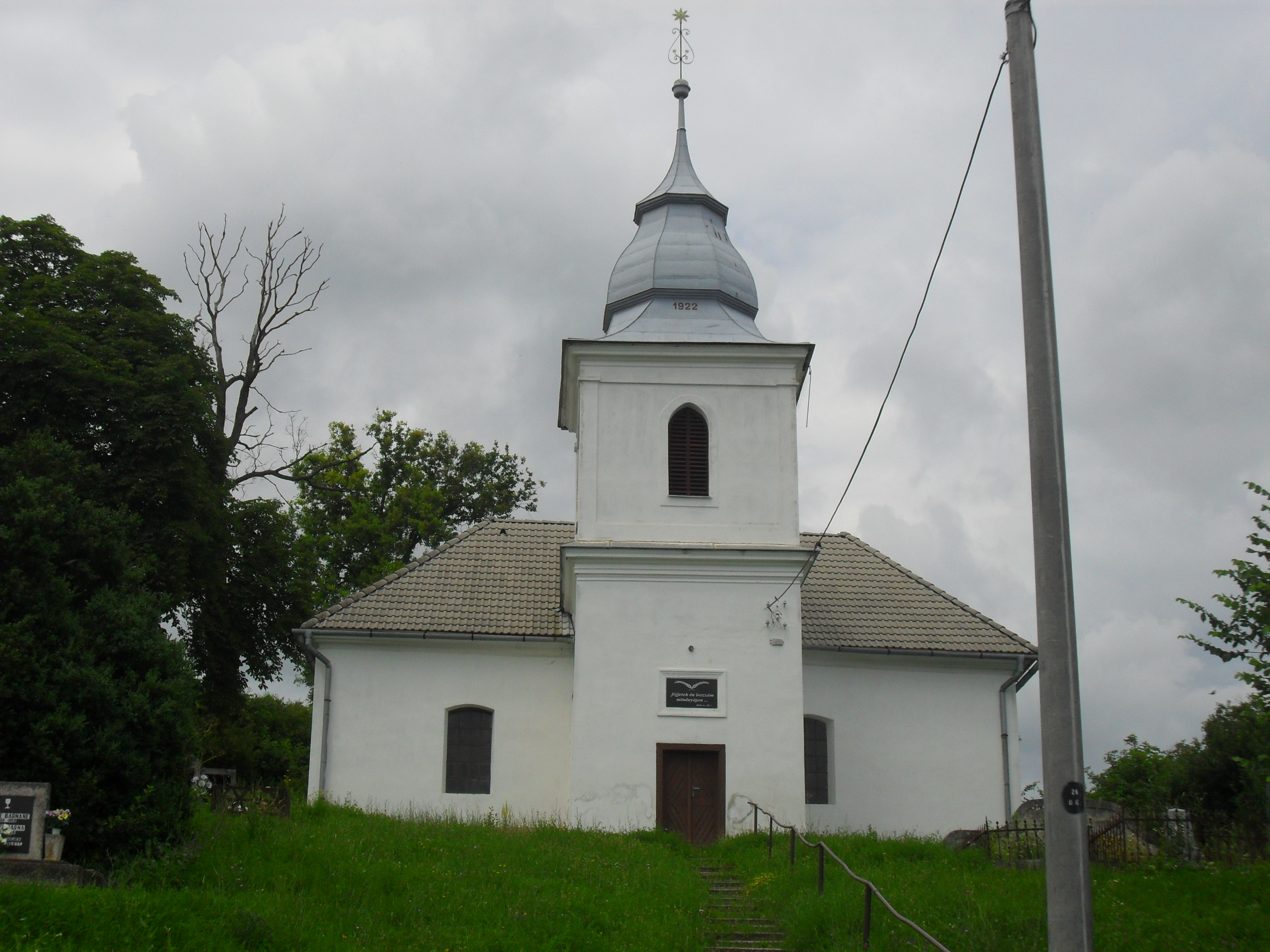
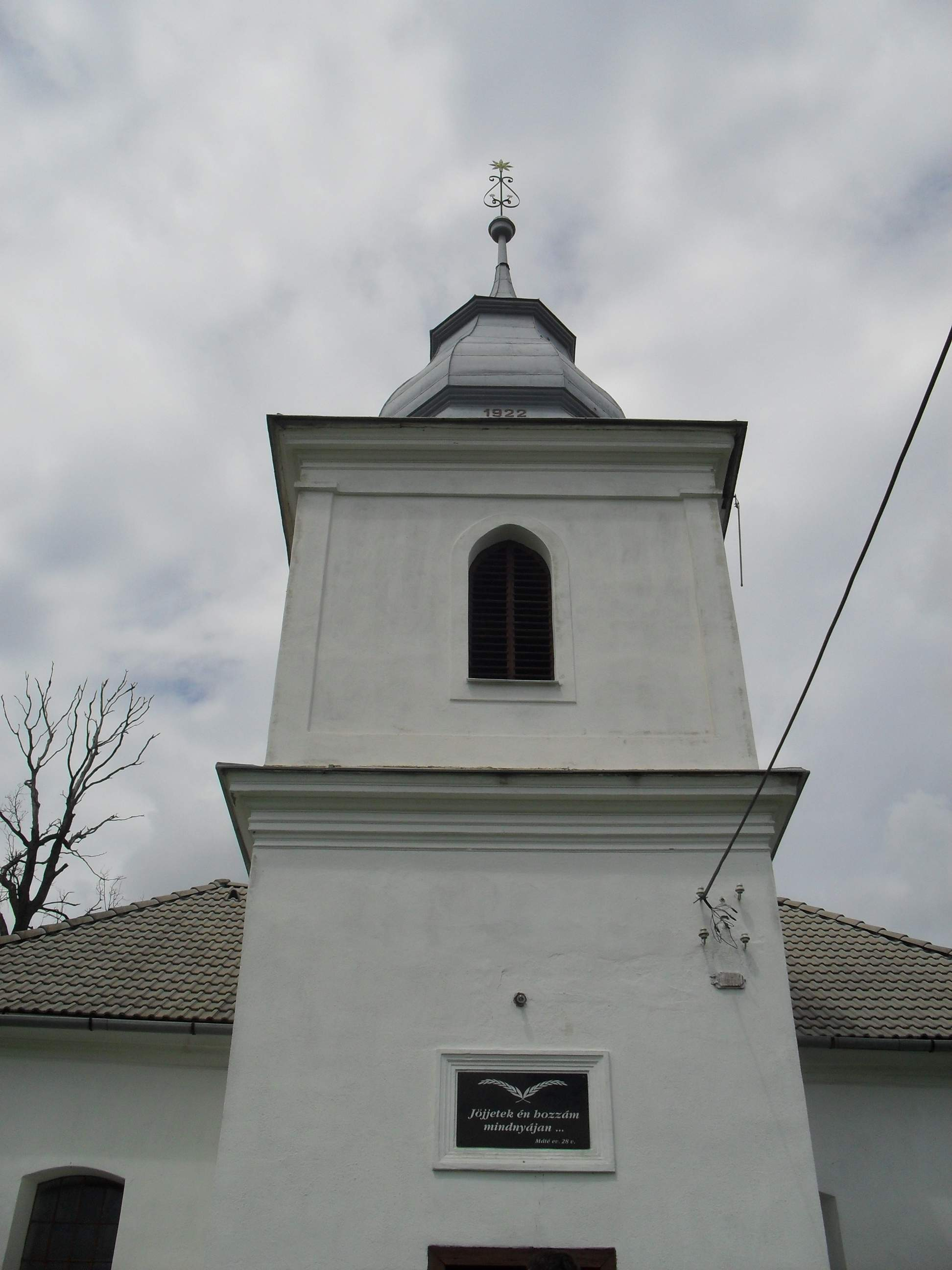
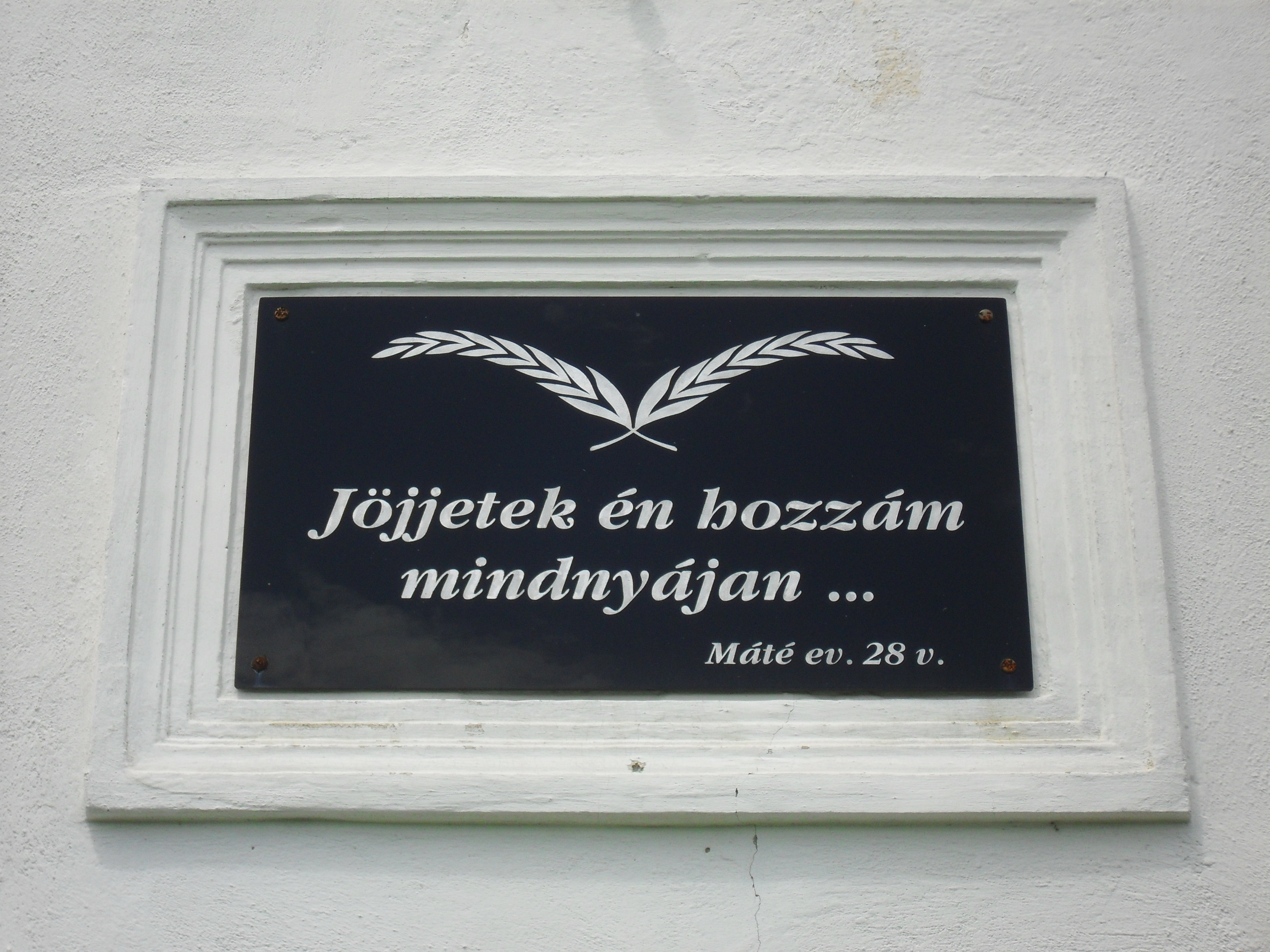
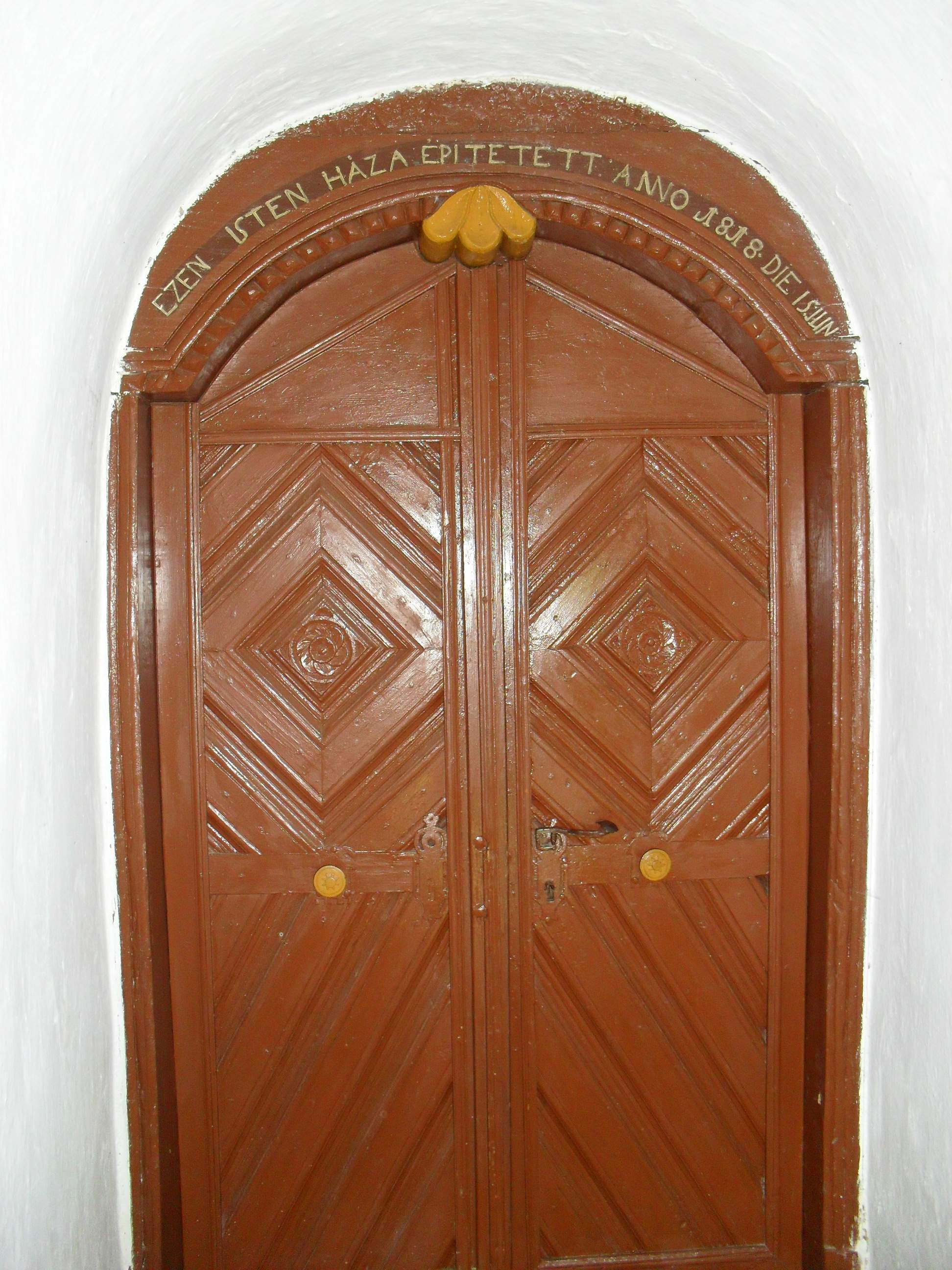
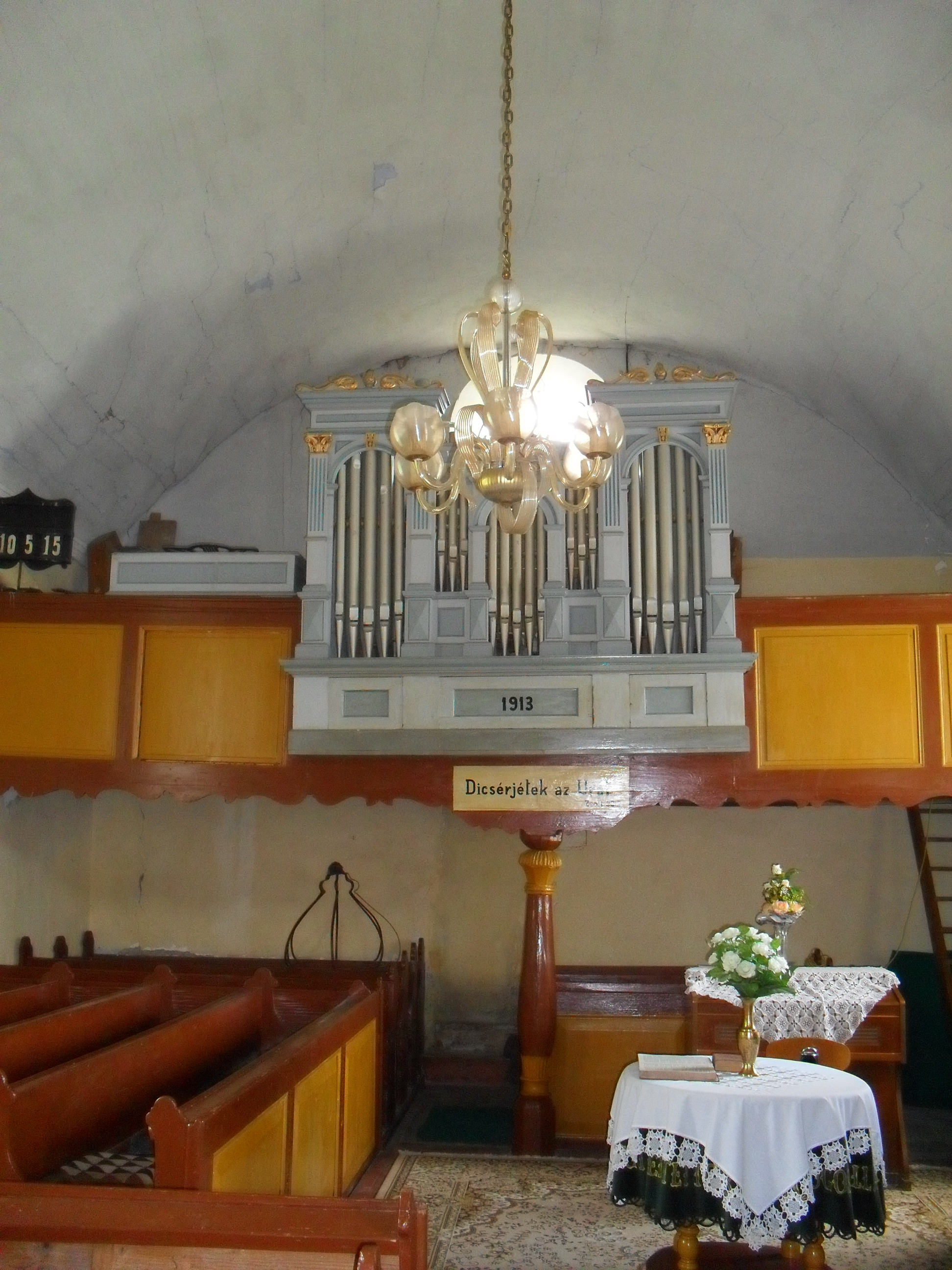
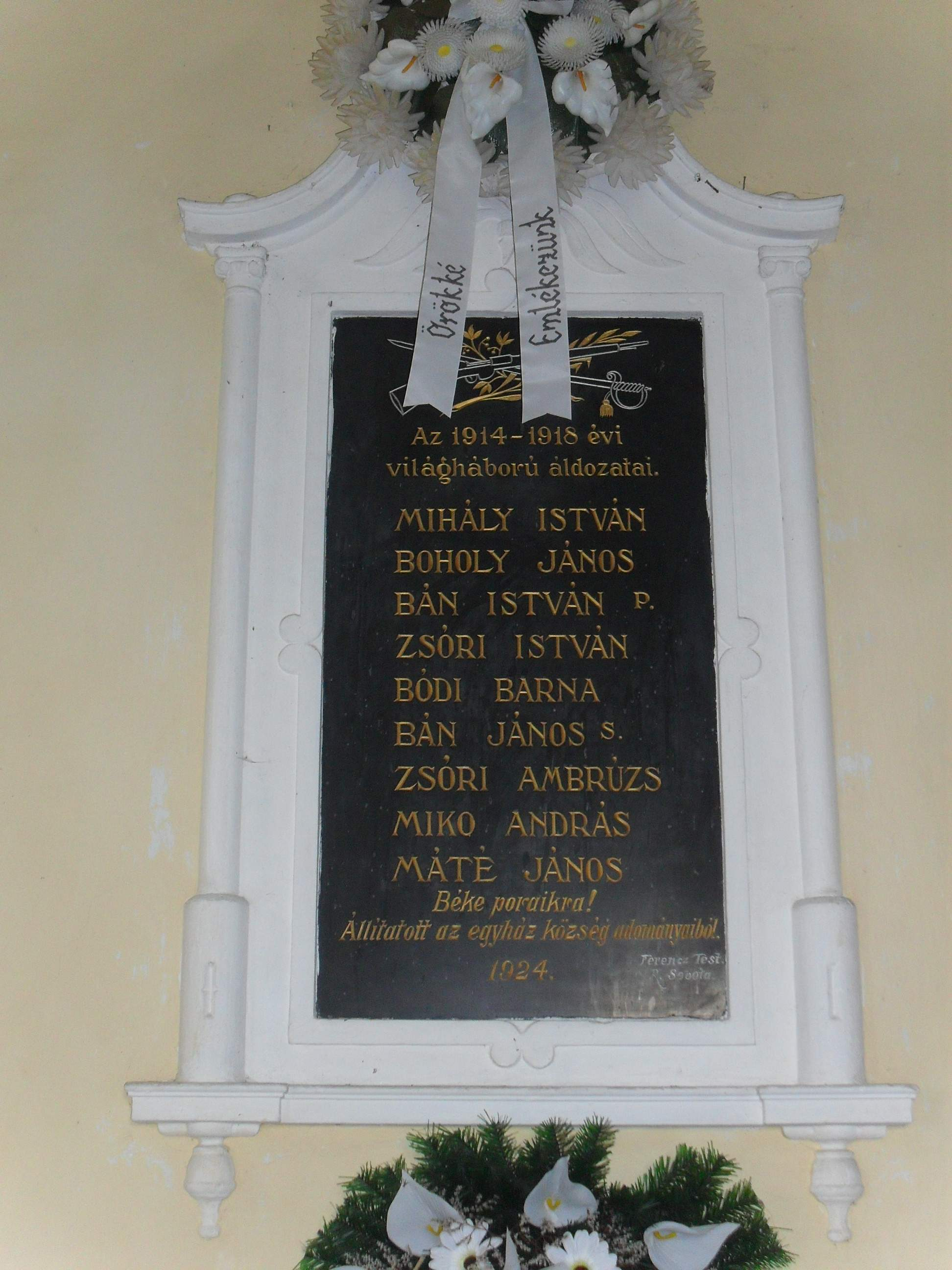
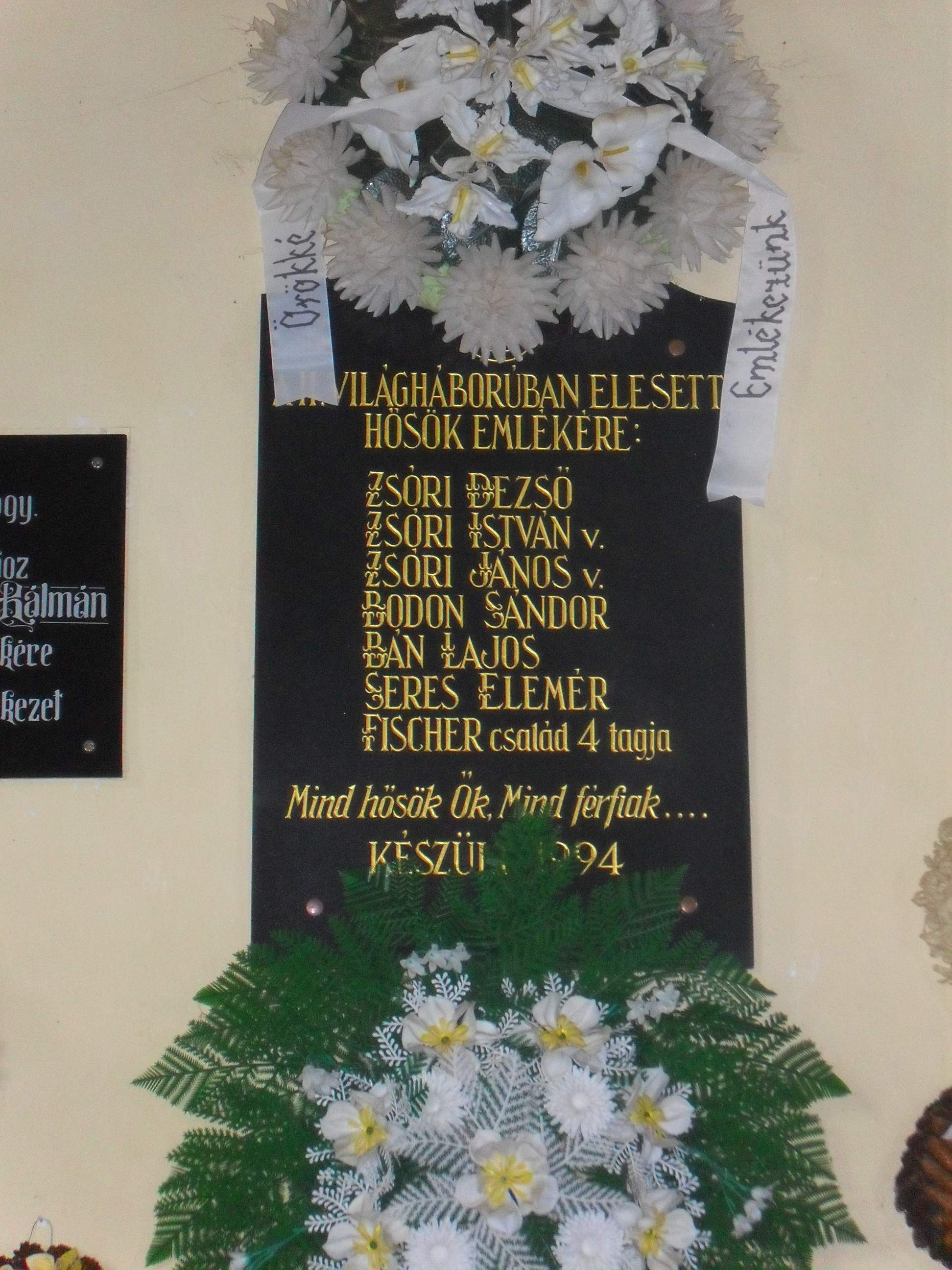
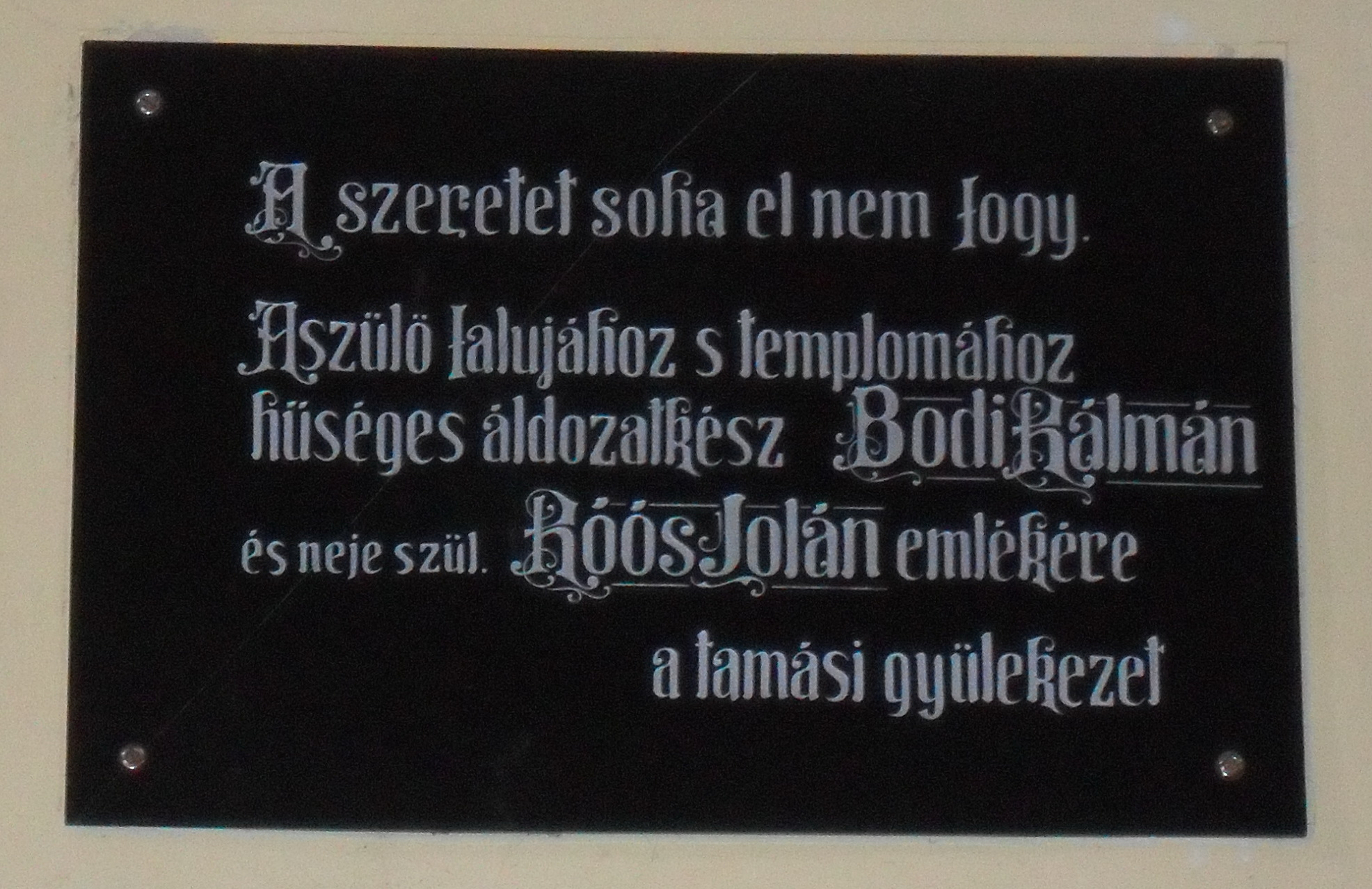
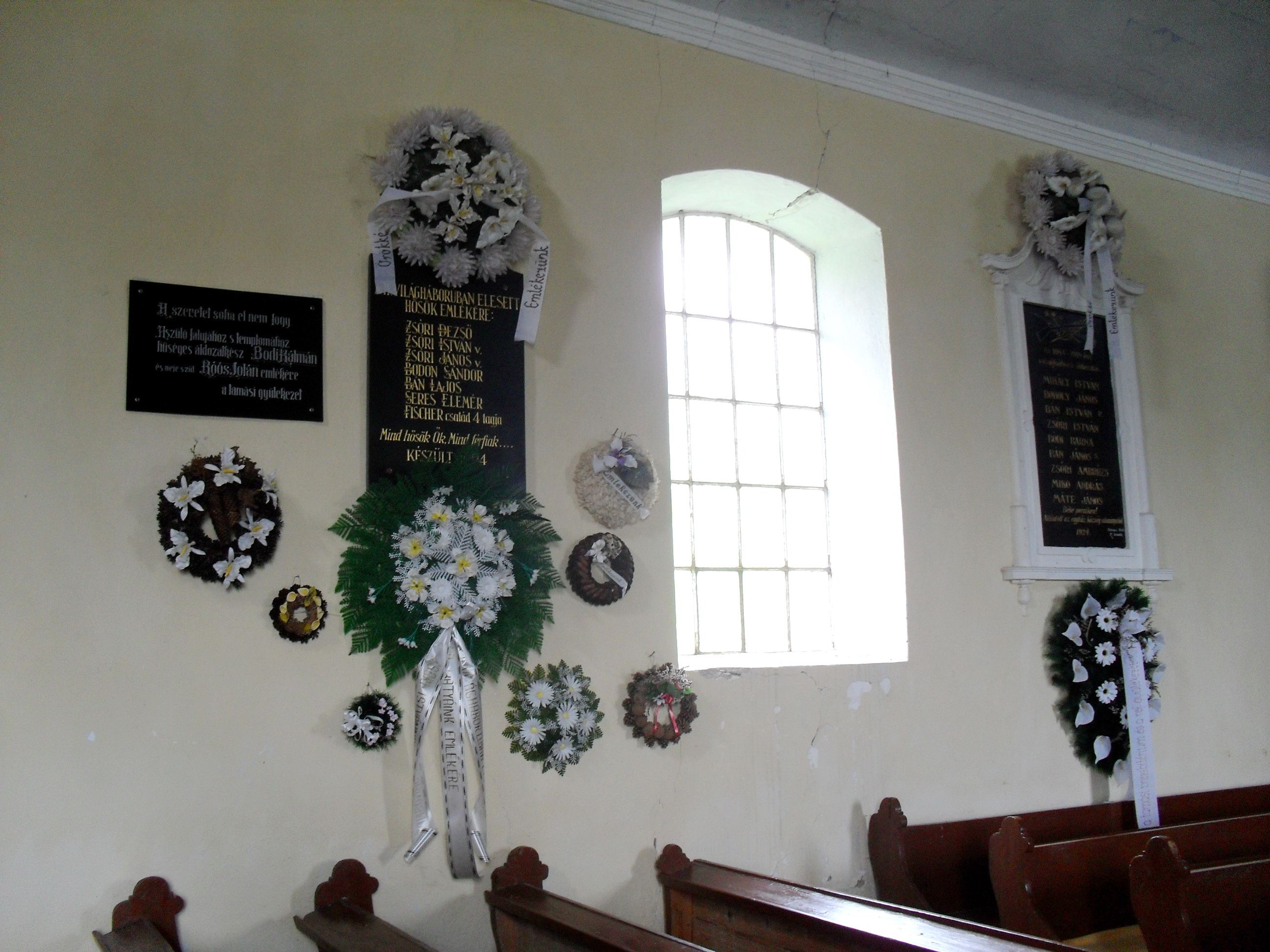
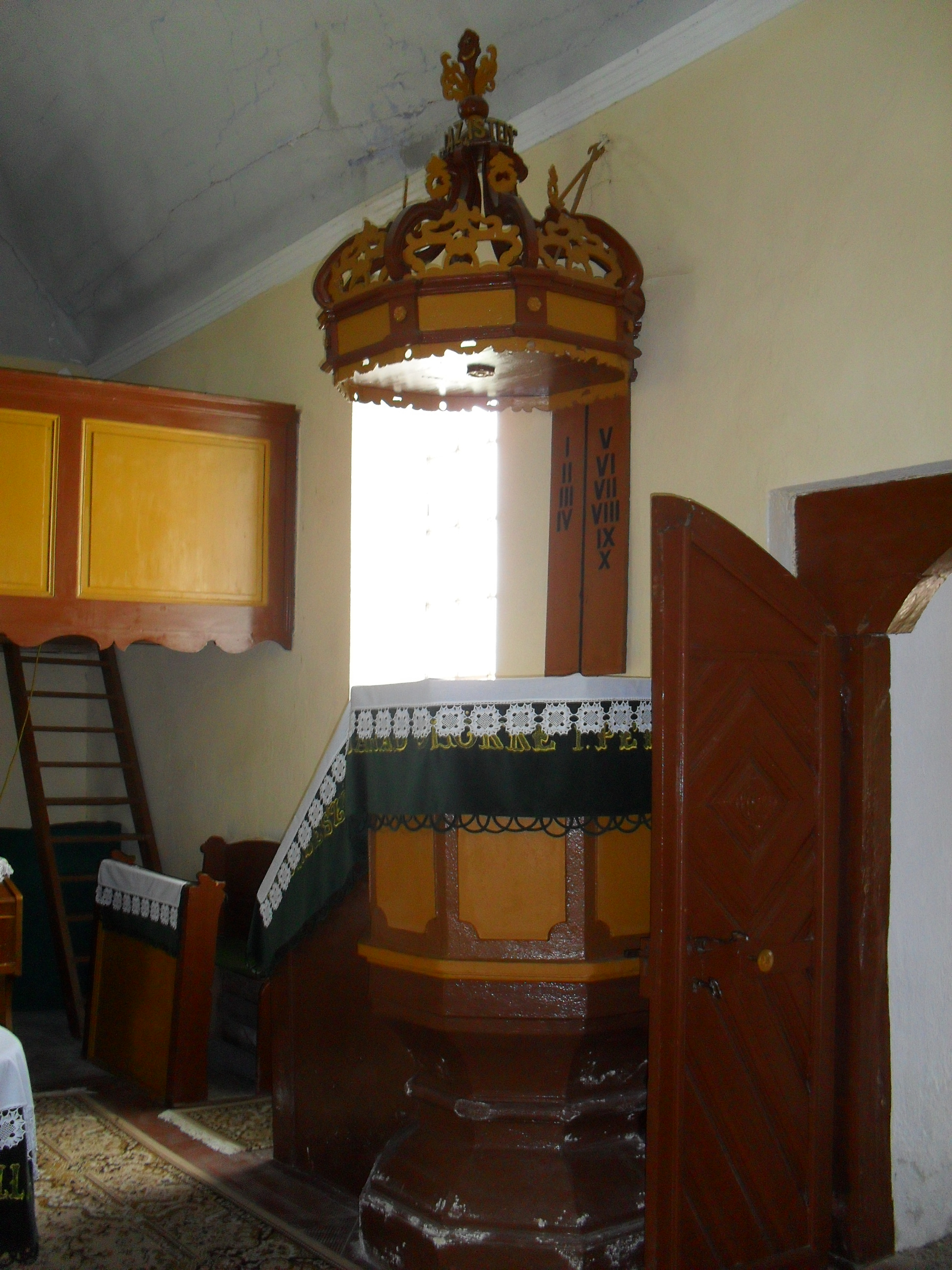
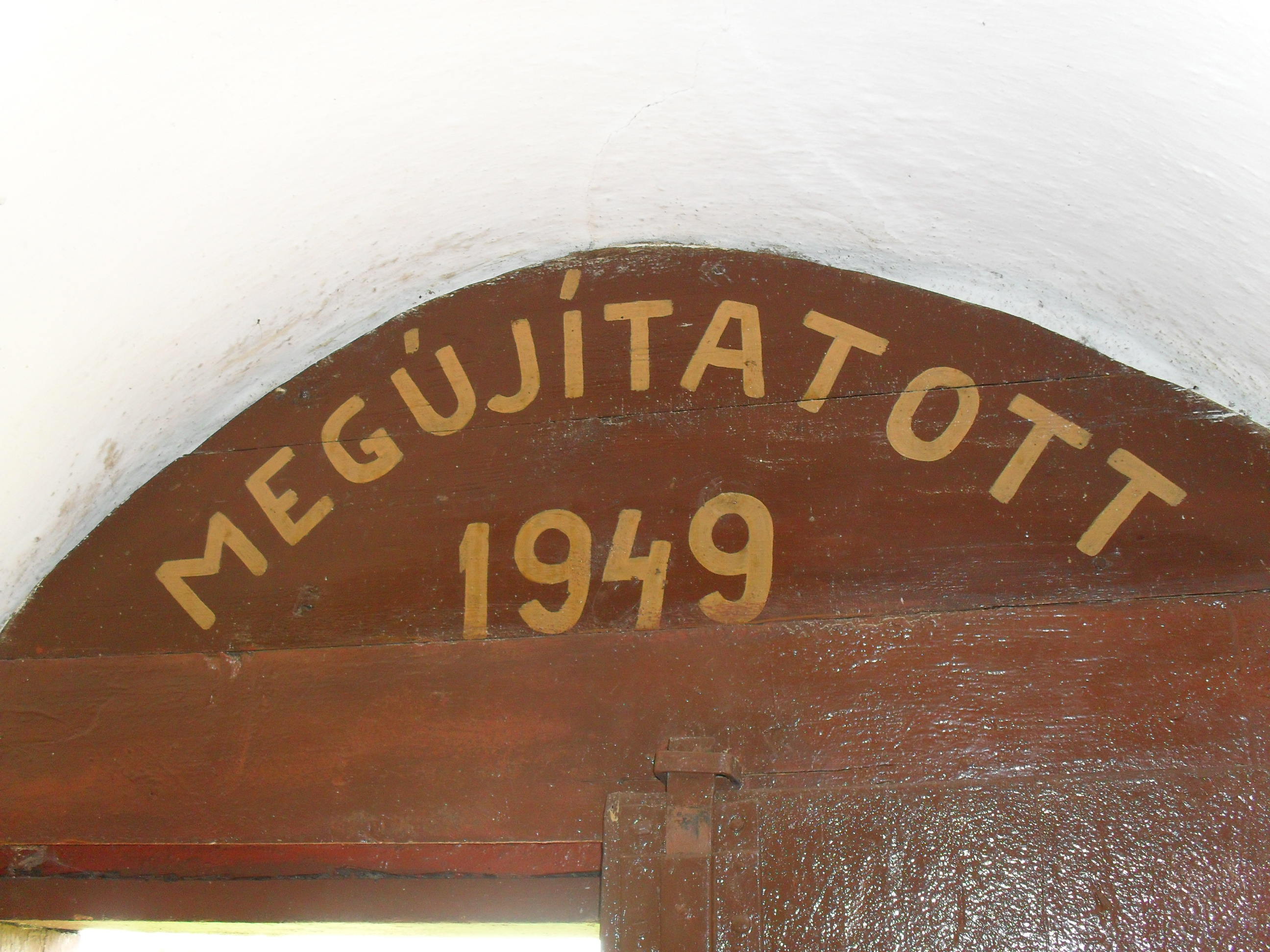